# Luciano Emmer
Pour les articles homonymes, voir Emmer.
Luciano Emmer est un réalisateur et scénariste italien, né le 19 janvier 1918 à Milan et mort le 16 septembre 2009 à Rome.

## Biographie

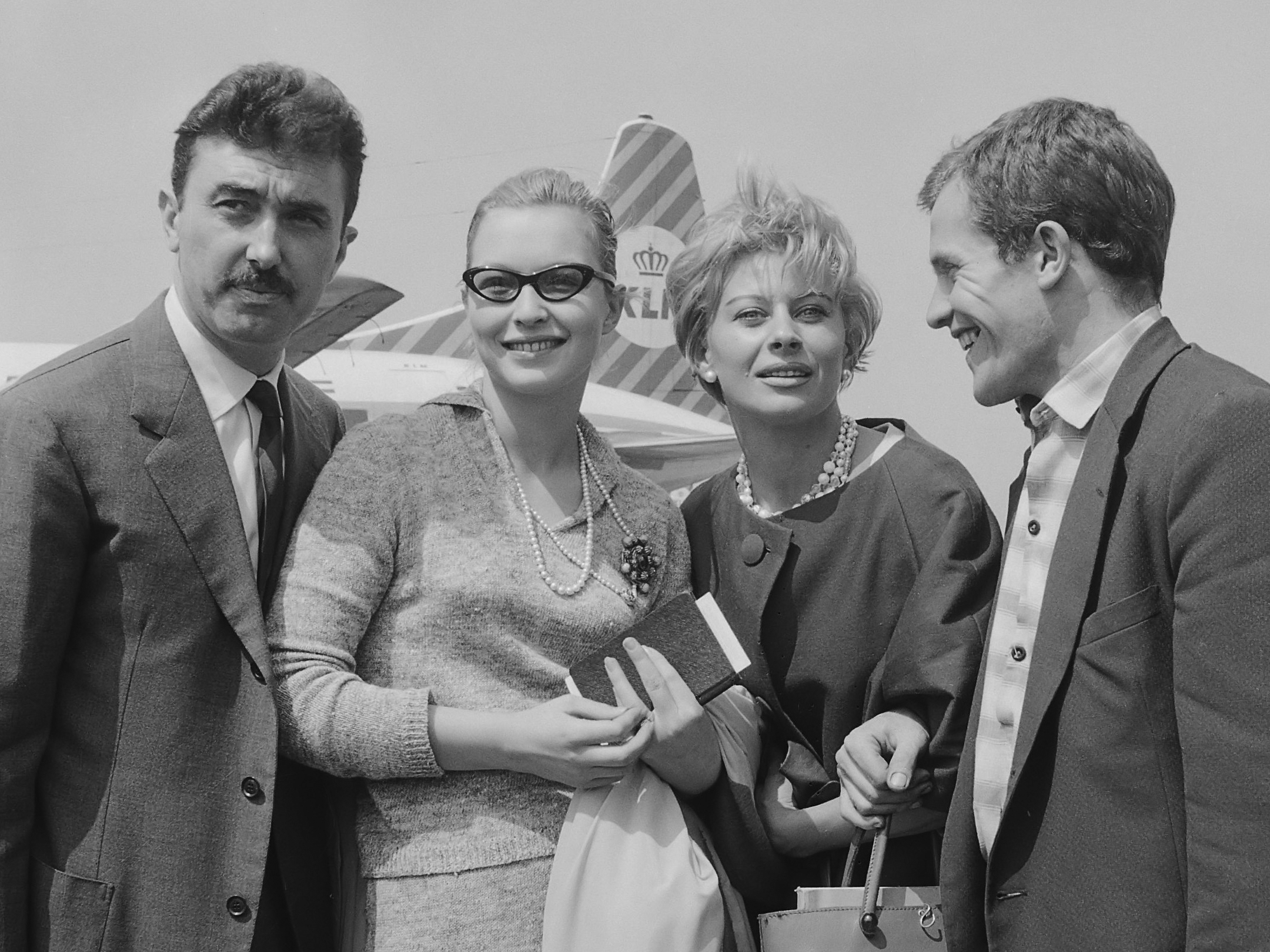
De g. à d., le réalisateur Luciano Emmer, les acteurs Marina Vlady, Magali Noël et Bernard Fresson à l'aéroport d'Amsterdam-Schiphol le 1er juin 1960, en marge du tournage de La Fille dans la vitrine.

### Carrière
Après avoir abandonné ses études de droit pour le cinéma, Luciano Emmer travaille avec Enrico Gras. 
Il fonde la société de production Dolomiti Film et réalise des documentaires. Ceux qu'il consacre à l'art sont tout particulièrement salués par la critique. Le centre Pompidou lui consacrera une rétrospective en 1996.
En 1949, il réalise son premier long métrage Dimanche d'août, avec  Marcello Mastroianni.  L'année suivante il tourne, également avec Mastroianni, Paris est toujours Paris.
Dans les années 1950, il réalise également des films publicitaires, tout en poursuivant son travail de documentariste. En 1956 avec Robert Enrico, il réalise le documentaire À chacun son paradis.
Après La Fille dans la vitrine (1961), drame social avec Marina Vlady et Lino Ventura, il se tourne vers la télévision. Il fait son retour au cinéma avec Assez! Je fais un film (titre italien : Basta! Ci faccio un film).

### Vie privée
Il est père du réalisateur David Emmer et du mathématicien Michele Emmer.

## Filmographie

### Comme réalisateur

#### Longs métrages de cinéma
- 1950 : Dimanche d'août (Domenica d'agosto)
- 1951 : Paris est toujours Paris (Parigi è sempre Parigi)
- 1952 : Les Fiancés de Rome (Le ragazze di piazza di Spagna)
- 1954 : L'Amour au collège (Terza liceo)
- 1954 : Camilla
- 1956 : Le Bigame (Il bigamo)
- 1957 : Le Moment le plus beau (Il momento più bello)
- 1961 : La Fille dans la vitrine (La ragazza in vetrina)
- 1987 : Sposi, coréalisateur
- 1990 : Basta! Ci faccio un film
- 1990 : Basta! Adesso tocca a noi
- 1997 : Bella di notte (it)
- 2001 : Une longue, longue, longue nuit d'amour (Una lunga lunga lunga notte d'amore)
- 2003 : L'Eau, le Feu (L'acqua... il fuoco)

#### Documentaires
- 1941 : Racconto da un affresco
- 1942 : Romanzo di un'epoca
- 1942 : Il paradiso terrestre
- 1942 : Guerrieri
- 1942 : Destino d'amore
- 1942 : Il cantico delle creature
- 1947 : Primavera
- 1948 : Sulla via di Damasco
- 1948 : Romantici a Venezia
- 1948 : Il paradiso perduto
- 1948 : Sulle Rome di Verdi
- 1948 : La leggenda di Sant'Orsola
- 1948 : Isole nella laguna
- 1948 : Il dramma di Cristo (it)
- 1948 : Il conte di luna
- 1948 : Bianchi pascoli
- 1948 : Il miracolo di san Gennaro (it)
- 1949 : Piero della Francesca
- 1949 : L'invenzione della croce
- 1949 : I fratelli miracolosi
- 1949 : La colonna Traiana
- 1951 : Matrimonio alla moda
- 1951 : Goya (it)
- 1951 : Pictura, documentaire collectif
- 1952 : Cavalcata di mezzo secolo
- 1952 : Leonardo da Vinci
- 1953 : Gli eroi dell'Artide
- 1954 : Picasso
- 1954 : Guerra e pace (it)
- 1957 : À chacun son paradis (Paradiso terrestre)
- 1969 : Giotto
- 1988 : La bellezza del diavolo - viaggio nei castelli Trentini
- 2003 : Con aura ...senz'aura - Viaggio ai confini dell'arte (it)
- 2006 : Le flame del paradis

#### Télévision
- 1962 : Noi e l'automobile
- 1963 : Bianco rosso celeste - Cronaca dei giorni del Palio di Siena (it)
- 1965 : La distrazione
- 1969 : Geminus (it)
- 1971 : Il piccolo lord
- 1971 : La gardenia misteriosa
- 1971 : Il furto del Raffaello
- 1971 : Il bivio
- 1971 : Die Diebischen Zwillinge (série)
- 1972 : Guttoso e il 'Marat morto' di David
- 1972 : Fellini e l'EUR
- 1972 : Bianchi bandinelli e la colonna Traiana

### Comme scénariste

#### Longs métrages de cinéma et documentaires
- 1941 : Racconto da un affresco
- 1942 : Romanzo di un'epoca
- 1942 : Il paradiso terrestre
- 1942 : Guerrieri
- 1942 : Destino d'amore
- 1942 : Il cantico delle creature
- 1947 : Primavera
- 1948 : Sulla via di Damasco
- 1948 : Romantici a Venezia
- 1948 : Il paradiso perduto
- 1948 : Sulle Rome di Verdi
- 1948 : La leggenda di Sant'Orsola
- 1948 : Isole nella laguna
- 1948 : Il dramma di Cristo (it)
- 1948 : Il conte di luna
- 1948 : Bianchi pascoli
- 1948 : Il miracolo di san Gennaro (it)
- 1949 : Piero della Francesca
- 1949 : L'invenzione della croce
- 1949 : I fratelli miracolosi
- 1949 : La colonna Traiana
- 1950 : Dimanche d'août (Domenica d'agosto)
- 1951 : Matrimonio alla moda
- 1951 : Goya (it)
- 1951 : Paris est toujours Paris (Parigi è sempre Parigi)
- 1951 : Pictura
- 1952 : Cavalcata di mezzo secolo
- 1952 : Les Fiancés de Rome (Le ragazze di piazza di Spagna)
- 1952 : Leonardo da Vinci
- 1953 : Gli eroi dell'Artide
- 1954 : L'Amour au collège (Terza liceo)
- 1954 : Picasso
- 1954 : Guerra e pace (it)
- 1954 : Camilla
- 1956 : À chacun son paradis (Paradiso terrestre)
- 1956 : Le Bigame (Il bigamo)
- 1957 : Le Moment le plus beau (Il momento più bello)
- 1961 : La Fille dans la vitrine (La ragazza in vetrina)
- 1969 : Giotto
- 1988 : La bellezza del diavolo - viaggio nei castelli Trentini
- 1990 : Basta! Ci faccio un film
- 1997 : Bella di notte (it)
- 2001 : Une longue, longue, longue nuit d'amour (Una lunga lunga lunga notte d'amore)
- 2003 : L'acqua... il fuoco
- 2003 : Con aura ...senz'aura - Viaggio ai confini dell'arte (it)
- 2006 : Le flame del paradis

#### Télévision
- 1962 : Noi e l'automobile
- 1963 : Bianco rosso celeste - Cronaca dei giorni del Palio di Siena (it)
- 1965 : La distrazione
- 1969 : Geminus (it)
- 1971 : Il piccolo lord
- 1971 : La gardenia misteriosa
- 1971 : Il furto del Raffaello
- 1971 : Il bivio
- 1971 : Die Diebischen Zwillinge (série)
- 1972 : Guttoso e il 'Marat morto' di David
- 1972 : Fellini e l'EUR
- 1972 : Bianchi bandinelli e la colonna Traiana